# Mahitahi River
Der Mahitahi River ist ein Fluss in Neuseeland, der in den Neuseeländischen Alpen entspringt und an der Westküste der Südinsel in die Bruce Bay mündet.

## Geographie
Der Fluss entspringt an der Südwestflanke des 2034 m hohen Crystal Peak, die niedrigste Stelle des Talkessels auf der östlichen Seite bildet der Mueller Pass. Der Mahitahi River fließt in westnordwestlicher Richtung zwischen der nördlichen Bannock Brae Range und der südlichen Strachan Range aus dem Gebirge heraus. Im Flachland knickt er nach Norden ab und mündet in die Bruce Bay, eine Bucht der Tasmansee.

## Geschichte
Die Bezeichnung des Flusses als Mahitahi River wurde 1926 sowie 1930 als falsch eingestuft, da die Schreibung Maitahi River richtig wäre. 1950 jedoch wurde entschieden, den Namen beizubehalten, um Verwechselungen mit Maitahi in Auckland zu vermeiden.

## Infrastruktur
Nahe dem Fuß des Gebirges liegt eine Ansiedlung mit dem Namen des Flusses (Mahitahi), nördlich davon nahe der Mündung eine Ortschaft mit dem Namen der Bucht (Bruce Bay). Beide sind über den New Zealand State Highway 6 angebunden, der den Fluss etwa einen Kilometer vor der Mündung überquert.